# Жозеф Лебо
Жан Луї Жозеф Лебо (3 січня 1794 , Юї, Єпископство Льєж  — 19 березня 1865 , Юї, Валлонія ) — бельгійський ліберальний політичний і державний діяч, другий прем'єр-міністр країни.

## Біографія
Первинну освіту отримав від свого дядька, який був парафіяльним священником в Анню, і став клерком. Назбиравши грошей на навчання, поступив до університету Льєжа, після закінчення якого поступив до адвокатської організації (1819). Під час навчання у Льєжі він здружився з Шарлем Роже та Полем Дево, разом з якими 1824 року започаткував у Льєжі журнал Mathieu Laensbergh (пізніше Le politique).
Лебо не виступав за відокремлення від Нідерландів, але доклав зусилля до організації Серпневої революції 1830 року. У новій незалежній Бельгії його було призначено на посаду міністра закордонних справ (березень 1831). Запропонувавши титул короля Леопольду Саксен-Кобурзькому він отримав добре ставлення з боку Великої Британії.
Пішов у відставку з посади міністра закордонних справ, проте наступного ж року став міністром юстиції. 1833 року його було обрано депутатом від Брюсселя та зберігав своє місце до 1848 року. Через суперечності з королем був змушений залишити уряд у 1834 році.